# Madge Sinclair
Madge Dorita Sinclair, född 28 april 1938 i Kingston, Jamaica, död 20 december 1995 i Los Angeles, Kalifornien, USA, var en jamaicansk skådespelerska.
Sinclair blev Emmy-nominerad för sin roll som Belle i TV-serien Rötter från 1977. Hon spelade även en roll i filmen Konvoj från 1978. På 1980-talet spelade hon i TV-serien Trapper John, M.D. och spelade drottning Aoleon i Eddie Murphys film En prins i New York 1988. Hon fick en Emmy för sin roll i TV-serien I lagens skugga 1990 och gjorde rösten till Simbas mor drottning Sarabi i Disneys tecknade långfilm Lejonkungen 1994. Hon har också haft ett par roller i Star Trek.
Hon avled i leukemi och begravdes på Jamaica.

## Filmografi (urval)
- 1972 – Sesame Street (TV-serie) (1 avsnitt)
- 1974 – Familjen Walton (TV-serie) (1 avsnitt)
- 1977 – Rötter (TV-serie) (3 avsnitt)
- 1978 – En på miljonen (TV-film)
- 1978 – Konvoj
- 1986 – Star Trek IV – Resan hem (okrediterad)
- 1988 – En prins i New York
- 1989 – En röst i natten (TV-serie) (1 avsnitt)
- 1989 – Roseanne (TV-serie) (1 avsnitt)
- 1990–1991 – I lagens skugga (TV-serie) (22 avsnitt)
- 1991–1992 – Dubbeldeckarna (TV-serie) (12 avsnitt)
- 1992 – Lagens änglar (TV-serie) (1 avsnitt)
- 1992 – Röster från andra sidan graven (TV-serie) (1 avsnitt)
- 1993 – Star Trek: The Next Generation (TV-serie) (1 avsnitt)
- 1994 – Lejonkungen (röstroll)